# المطرقة والسندان (فلم)
المطرقة والسندان فيلم مغربي إنتاج 1990 للمخرج حكيم النوري، من بطولة عبد الكريم الدرقاوي، محمد لمراني، فاطمة وشاي، عزيز موهوب، وآخرون.

## قصة
الفيلم يتحدث عن قصة موظف في القطاع العمومي بـ الدار البيضاء اسمه الطاهر الصالحي نزل عليه خبر التقاعد كالصاعقة لقلة الأجر المالي التي سيتلقاه إثر هذا التقاعد وهو المعيل الأول لزوجته وابنه وابنته اللذان لا زال يواصلان دراستهما. ليقرر رفع طلب للسلطات المعنية يقضي برفع من أجرة التقاعد التي دفعته لبيع كل ما يملك. الفيلم يدرس حال القطاع العمومي بالمغرب وبطش مسيريه وقلة الموارد وصعوبتها على الموظفين خاصة.

## الطاقم التمثيلي
- محمد مراني
- عزيز موهوب
- فاطمة وشاي
- محمد خيري
- سيناريو وحوار - حكيم النوري
- مدير التصوير - عبد الكريم الدرقاوي
- مدير الإنتاج بوعزاوي نور
- مساعد المخرج - عمر الشرايبي
- موسيقى لويز إنريكيز
- مونتاج - عبد السلام أكناو
- إنتاج - حكيم النوري
- إخراج - حكيم النوري

## وصلات خارجية
- مقالات تستعمل روابط فنية بلا صلة مع ويكي بيانات
- معلومات عن فيلم المطرقة والسندان في قاعدة بيانات الأفلام على موقع السينما (بالعربية)
- معلومات عن فيلم المطرقة والسندان في المركز السينمائي المغربي (بالعربية)